# Talsperre Pehuenche
Die Talsperre Pehuenche bzw. das Kraftwerk Pehuenche (spanisch Central [hidroeléctrica] Pehuenche) ist ein Wasserkraftwerk in Chile. Die Talsperre staut den Melado, einen linken (südlichen) Nebenfluss des Río Maule. Sie liegt in der Region VII, ungefähr 60 km südöstlich der Stadt Talca. Die Talsperre Colbún befindet sich ca. 20 km nordwestlich.
Erste Überlegungen für das Kraftwerk gehen bis in das Jahr 1961 zurück. Zwischen 1981 und 1986 wurden detaillierte Untersuchungen durchgeführt und die Infrastruktur für das Projekt geschaffen. Das Unternehmen Empresa Eléctrica Pehuenche S.A. (EEP) wurde im April 1986 gegründet, um das Projekt durchzuführen. Das Kraftwerk Pehuenche ging im September 1991 in Betrieb, 17 Monate vor dem ursprünglich geplanten Termin. Es ist im Besitz der EEP, einer Tochter der Empresa Nacional de Electricidad S.A. Chile (ENDESA) und wird auch von EEP betrieben.

## Absperrbauwerk
Das Absperrbauwerk ist ein Staudamm mit einer Höhe von 90 m. Die Länge der Dammkrone beträgt 310 m. Der Staudamm verfügt über eine Hochwasserentlastung mit drei Toren. Über die Hochwasserentlastung können maximal 3600 m³/s abgeführt werden.

## Stausee
Beim maximalen Stauziel von 648 m über dem Meeresspiegel fasst der Stausee 33 (bzw. 133) Mio. m³ Wasser. Das minimale Stauziel liegt bei 639,5 m.

## Kraftwerk
Das Kraftwerk Pehuenche gehört mit einer installierten Leistung von 570 MW zu den größten Wasserkraftwerken in Chile (Stand April 2015). Die durchschnittliche Jahreserzeugung schwankt mit der Wasserführung des Melado: sie lag im Jahre 2007 bei 2,4765 Mrd. kWh und im Jahre 2006 bei 3,5485 Mrd. kWh.
Die erste Maschine des Kraftwerks wurde im Mai 1991 in Betrieb genommen, die zweite im September 1991. Die Maschinen befinden sich in einem unterirdischen Maschinenhaus, etwa sieben Kilometer nordwestlich der Staumauer. Zwei Tunnel mit zusammen 13,3 km Länge verbinden den Staudamm mit dem Kraftwerk. Die Francis-Turbinen wurden von Neypric und die Generatoren von Alstom-Jeumont geliefert. Die Turbinen leisten maximal 280 bzw. 290 MW. Die Generatoren haben eine Nennspannung von 13,8 kV. In der Schaltanlage wird die Generatorspannung von 13,8 kV mittels Leistungstransformatoren auf 230 kV hochgespannt.
Die maximale Fallhöhe beträgt 206 m. Der maximale Durchfluss liegt bei 300 m³/s.

## Sonstiges
Die Internationale Bank für Wiederaufbau und Entwicklung (IBRD) schätzte die Gesamtkosten des Projekts im Mai 1987 auf 799 Mio. USD. Die tatsächlichen Gesamtkosten für das Kraftwerk beliefen sich aber auf nur 395 (bzw. 347) Mio. USD. Die IBRD gewährte einen Kredit in Höhe von 40,56 Mio. USD für die Errichtung des Kraftwerks.